# Hermogenes (magiër)

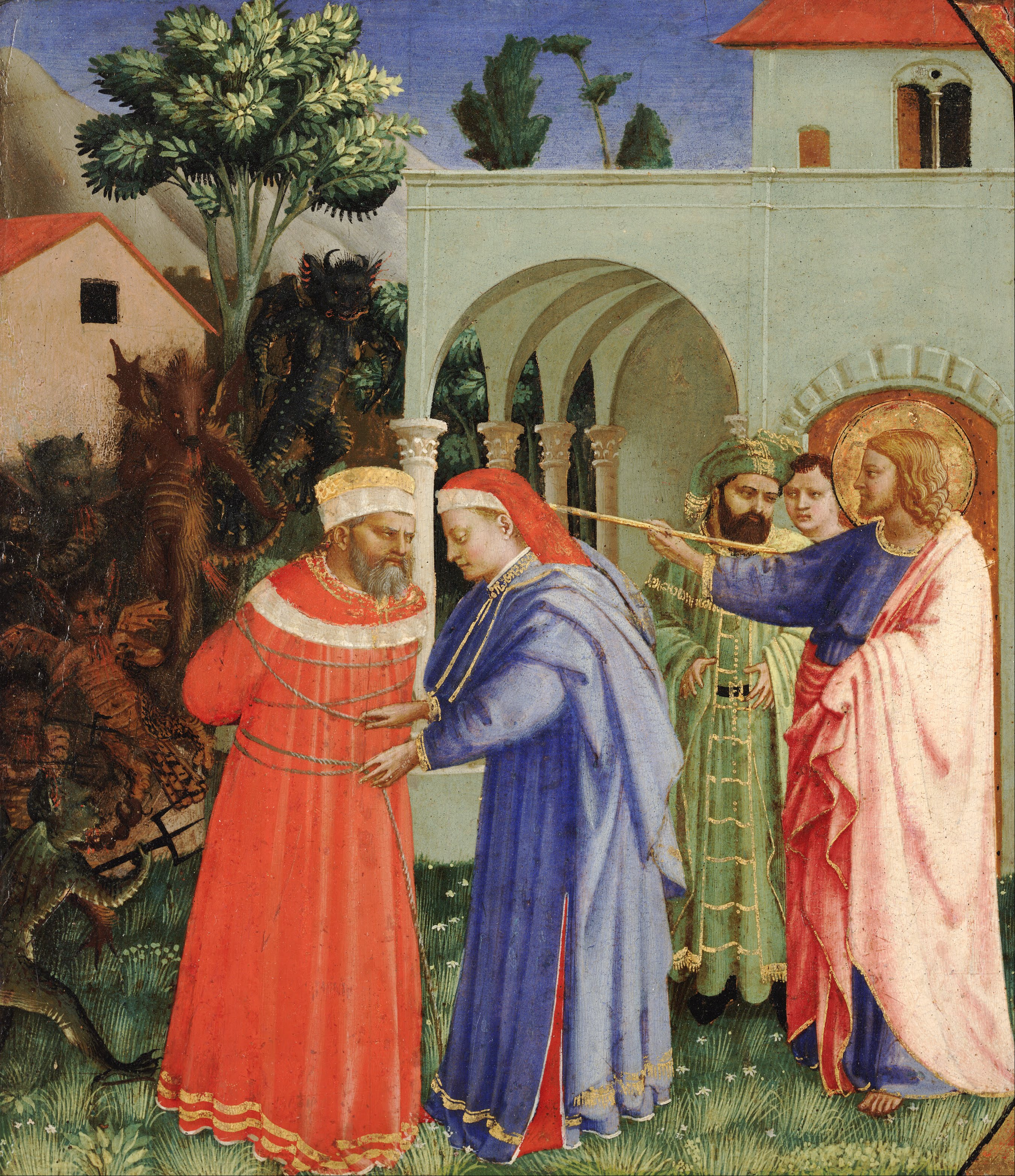
Philetus bevrijdt Hermogenes (links) in opdracht van Jacobus (rechts, met aureool), schilderij van Fra Angelico, uit 1426–29. Dit werk benadrukt de bekering ("bevrijding") van Hermogenes, maar laat ook helemaal links de donkere demonen zien.

Hermogenes is een magiër die voorkomt in een legende rond Jacobus de Meerdere, opgenomen in de Middeleeuwse verzameling Legenda aurea. Er zijn verschillende versies van de legende.

## Inhoud legende
Apostel Jacobus predikt in Judea wanneer Hermogenes zijn leerling, Philetus, naar hem toestuurt. Philetus heeft de opdracht gekregen om te bewijzen dat de wonderen die Jacobus verricht niets voorstellen in vergelijking met de toverkunsten van Hermogenes. Philetus raakt echter onder de indruk van de woorden van Jacobus en wil zich tot het christendom bekeren.
De magiër wordt boos, en zorgt ervoor dat Philetus verlamd wordt, maar Jacobus geneest Philetus van de verlamming.
Vervolgens stuurt Hermogenes zijn demonen naar Jacobus, om hem en Philetus naar zich toe te brengen. Maar de demonen luisteren beter naar Jacobus en brengen Hermogenes juist naar Jacobus toe.
Hermogenes wordt bang, maar wordt vrijgelaten door Jacobus. Hij bekeert zich tot het christendom.

## De naam Hermogenes
De naam Hermogenes komt al in de Griekse tijd voor. Letterlijk betekent de naam "zoon van Hermes". Zo heette een van de volgelingen van Socrates Hermogenus. Uit de Bijbelse literatuur is ook een Hermogenes bekend die aan het eind van de tweede eeuw heidense stellingen predikte, omdat hij aannam dat materie - net als god - eeuwig was en dat materie dus al vóór de schepping bestond.

## Afbeeldingen
Een oud schilderij van Hermogenes is gemaakt door Fra Angelico in de periode 1426–29.

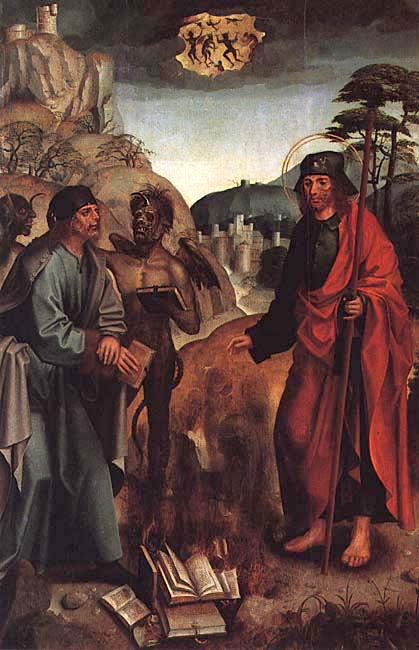
Mestre da Lourinhã, Helige met Hermogenes, 1520-25

Rond 1520 maakte de Portugese Meester van Lourinhã een schilderij dat ook de bekering van Hermogenes laat zien.
De legende biedt voor kunstenaars van de Lage landen vooral aanleiding om tovenaars, heksen en demonen op schilderijen af te beelden. De legende is afgebeeld op een schilderij van een navolger van Jeroen Bosch, De heilige Jacobus en de magiër Hermogenes, gemaakt rond 1550-1575.

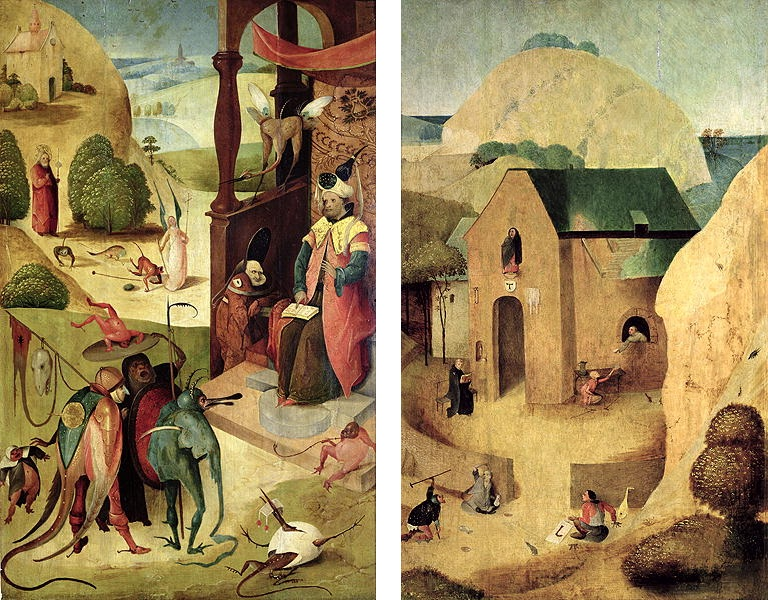
Schilderij navolger Jeroen Bosch

Pieter Breughel de Oude maakte in 1565 een tweeluik van prenten over de legende, waarschijnlijk in opdracht van de uitgever Hieronymus Cock. Op de eerste prent zit Hermogenes op een stoel, omringd door demonen en leest hij in een toverboek, waarmee hij allerlei kwade geesten oproept, zoals een heks die door de schoorsteen vliegt. De bodem van de kamer is opengegaan en laat zien wat er in de aarde verborgen is.
Op de tweede prent hangt de magiër ondersteboven. In deze prent van Breughel bekeert Hermogenes zich niet tot het christendom, maar komt hij ten val en wordt hij verscheurd door de demonen Deze prenten van Breughel zijn de bron van de latere beeldvorming rondom heksen en hun attributen, zoals een zwarte kat, heksenbezem, -ketel en een main de gloire, allemaal rechts op de tweede prent.
De legende is ook afgebeeld in glas-in-lood van de Kathedraal van Chartres, en in Lincoln Cathedral.

## Moderne literatuur
De schrijfster Ithell Colquhoun schreef een roman over een magiër Hermogenes die de steen der wijzen zoekt, met als titel  Goose of Hermogenes.